# 鹿児島県立加世田常潤高等学校
鹿児島県立加世田常潤高等学校（かごしまけんりつ かせだじょうじゅんこうとうがっこう）は、鹿児島県南さつま市加世田武田にある県立高等学校。
学校名は地域に縁の深い島津日新斎が建立した学問所「常潤院」に由来している。

## 設置学科
- 食農プロデュース科（2019年度に新設）
- 生活福祉科

## 沿革
- 1926年 - 鹿児島県加世田農学校として設立。
- 1935年 - 鹿児島県立加世田農業学校と改称。
- 1948年 - 学制改革により鹿児島県加世田高等学校第一部と改称。
- 1949年 - 鹿児島県加世田農業高等学校と改称。
- 1956年 - 鹿児島県立加世田農業高等学校と改称。
- 1969年 - 現在地に移転。
- 1994年 - 鹿児島県立加世田常潤高等学校と改称。

## 出身者
- 本坊輝雄（南さつま市長）